# Kiesdistrict van Abra
Het kiesdistrict van Abra (Engels: Legislative Districts of Abra), is het administratieve gebied van de Filipijnse provincie Abra ten behoeve van de verkiezingen voor het Filipijns Huis van Afgevaardigden. In het geval van de provincie Abra komt de afbakening van het kiesdistrict overeen met de provinciegrenzen. De provincie Abra heeft derhalve slechts een vertegenwoordiger in het Huis van Afgevaardigden. Elke drie jaar kunnen de inwoners het kiesdistrict Abra een nieuwe vertegenwoordiger kiezen. Sinds de nieuwe Filipijnse Grondwet van 1987 kunnen dergelijke afgevaardigden slechts drie termijnen achtereen in het Huis worden gekozen. Tussen 1972 en 1987 bestond het Filipijnse Huis van Afgevaardigden niet en werd de indeling in kiesdistricten derhalve ook niet gebruikt.

## Afgevaardigden kiesdistrict Abra
- Gebied: provincie Abra
- Oppervlakte: 4.165,25 km²
- Bevolking (2007): 230.953

| Periode                               | Afgevaardigde              |
| ------------------------------------- | -------------------------- |
| 5th Philippine Legislature 1919–1922  | Eustaquio Purugganan       |
| 6th Philippine Legislature 1922–1925  | Adolfo Brillantes          |
| 7th Philippine Legislature 1925–1928  | Quintin Paredes            |
| 8th Philippine Legislature 1928–1931  | Quintin Paredes            |
| 9th Philippine Legislature 1931–1934  | Quintin Paredes            |
| 10th Philippine Legislature 1934–1935 | Quintin Paredes            |
| 1st National Assembly 1935–1938       | Agapito Garduque           |
| 2nd National Assembly 1938–1941       | Quintín Paredes            |
| 3rd National Assembly 1941–1946       | Jesus Paredes              |
| 1e Congres 1946–1949                  | Quintín Paredes            |
| 2e Congres 1949–1953                  | Virgilio Valera            |
| 3e Congres 1953–1957                  | Lucas P. Paredes           |
| 4e Congres 1957–1961                  | Lucas P. Paredes           |
| 5e Congres 1961–1965                  | Lucas P. Paredes           |
| 6e Congres 1965–1969                  | Carmelo Z. Barbero         |
| 7e Congres 1969–1972                  | Carmelo Z. Barbero         |
| 8e Congres 1987–1992                  | Rudolfo A. Bernardez       |
| 9e Congres 1992–1995                  | Jeremias Z. Zapata         |
| 10e Congres 1995–1998                 | Jeremias Z. Zapata         |
| 11e Congres 1998–2001                 | Vicente Ysidro P. Valera   |
| 12e Congres 2001–2004                 | Luis P. Bersamin jr.       |
| 13e Congres 2004–2007                 | Luis P. Bersamin jr.       |
| 14e Congres 2007–2010                 | Cecilia S. Seares-Luna     |
| 15e Congres 2010–2013                 | Ma. Jocelyn V. Bernos      |
| 16e Congres 2013–2016                 | Ma. Jocelyn V. Bernos      |
| 17e Congres 2016–2019                 | Joseph Sto. Niño B. Bernos |